# بوبي جاك أوليفر
بوبي جاك أوليفر (بالإنجليزية: Bobby Jack Oliver)‏ هو لاعب كرة القدم الكندية أمريكي، ولد في 9 يناير 1936 في أبيلين في الولايات المتحدة، وتوفي في 15 ديسمبر 2012 في دالاس في الولايات المتحدة.